# Oleszna (województwo dolnośląskie)
Oleszna (niem. Langenöls) – wieś w Polsce położona w województwie dolnośląskim, w powiecie dzierżoniowskim, w gminie Łagiewniki.

## Historia
Miejscowość wzmiankowana w 1312 roku jako Olsina, a w 1431 roku nosiła nazwę Grosz-Olssin. Do 1810 roku Oleszna wchodziła w skład dóbr klasztoru w Lubiążu. W opisie Olesznej z 1830 roku wymieniono 110 domostw, dobra Lehngut, 3 wolne sołectwa, kościół ewangelicki, młyn wodny i wiatrak. Wieś liczyła 773 mieszkańców, w tym 316 katolików. Katolicy podlegali pod parafię w Łagiewnikach.
W latach 1954–1959 wieś należała i była siedzibą władz gromady Oleszna, po jej zniesieniu w gromadzie Słupice. W latach 1975–1998 miejscowość administracyjnie należała do województwa wrocławskiego.

## Zabytki
Do wojewódzkiego rejestru zabytków wpisany jest obiekt:
- dwór, z XVIII wieku[6].

inne zabytki:
- kościół filialny pw. Wniebowzięcia NMP, należący do parafii św. Michała Archanioła w Słupicach, zbudowany w stylu neogotyckim w II połowie XIX w.[7]

## Szlaki turystyczne
Strzelin – Szańcowa – Gościęcice Średnie – Skrzyżowanie pod Dębem – Gromnik – Dobroszów – Kalinka – Skrzyżowanie nad Zuzanką – Źródło Cyryla – Ziębice – Lipa – Rososznica – Stolec – Cierniowa Kopa – Kolonia Bobolice – Kobyla Głowa – Karczowice – Podlesie – Ostra Góra – Starzec – Księginice Wielkie – Sienice – Łagiewniki – Oleszna – Przełęcz Słupicka – Sulistrowiczki – Ślęża – Sobótka